# Gianfranco Rotondi
Gianfranco Rotondi (ur. 25 lipca 1960 w Avellino) – włoski polityk, parlamentarzysta, były minister.

## Życiorys
Ukończył studia prawnicze, zawodowo pracował jako dziennikarz. Już pod koniec lat 70. zajął się działalnością polityczną w ramach Chrześcijańskiej Demokracji.
W latach 1994–1996 zasiadał w Izbie Deputowanych XII kadencji, mandat uzyskał z ramienia Włoskiej Partii Ludowej, największego ugrupowania powstałego po rozpadzie chadecji na skutek afer korupcyjnych (tzw. Tangentopoli). Odszedł z PPI wraz z jej liderem Rocco Buttiglione, współtworząc Zjednoczonych Chrześcijańskich Demokratów.
W 2001 po raz drugi został posłem (XIV kadencji), znalazł się wśród liderów Unii Chrześcijańskich Demokratów i Centrum, jednego z największych koalicjantów w ramach bloku centroprawicy. W 2004 wystąpił z UDC, opowiadając się za ściślejszą współpracą z Silviem Berlusconim, wkrótce powołał nowe ugrupowanie pod nazwą Chrześcijańska Demokracja dla Autonomii, w którym objął funkcję sekretarza generalnego.
W wyborach parlamentarnych w 2006 uzyskał mandat w Senacie XV kadencji. W 2008 zgłosił akces swojego ugrupowania do Ludu Wolności, w przedterminowych wyborach w tym samym roku został wybrany deputowanym XVI kadencji.
W czwartym rządzie Silvia Berlusconiego sprawował urząd ministra bez teki do spraw aktywowania programu rządowego (2008–2011). W 2013 ponownie wybrany do Izby Deputowanych na XVII kadencję, przystępując następnie do reaktywowanej partii Forza Italia. W 2018 z powodzeniem ubiegał się o reelekcję na XVIII kadencję niższej izby włoskiego parlamentu. Założył potem ruch polityczny Verde è Popolare, z którym w 2022 wsparł liderkę partii Bracia Włosi Giorgię Meloni. Z ramienia tej formacji w tym samym roku uzyskał mandat posła XIX kadencji.